# Hesperornithoides
Hesperornithoides, у перекладі з грец. «західна форма птаха», прізвисько Лорі — рід троодонтових динозаврів, що існував у пізній юрі (бл. 156—146 млн років тому). Рештки знайдені 2001 року у штаті Вайомінг, США, і отримали назву 2019 року. Описано один вид — Hesperornithoides miessleri. Родова назва походить від грец. Ἑσπερίς — «західний», ὄρνις — «птах» та ~eides — «форма». Видова назва на честь сім'ї Місслерів за їхню підтримку проєкту.
Довжина голотипного екземпляру у 2019 р. була оцінена у 89 см.
Близько споріднений з Daliansaurus, Xixiasaurus і Sinusonasus.

Розмір відносно людського зросту